# Tumen (Jilin)
Tumen (图们市S, Túmén ShìP) è una città-contea della Cina, situata nella provincia di Jilin e amministrata dalla prefettura autonoma coreana di Yanbian.